# Pyxinioides kurofuji
Pyxinioides kurofuji is een soort in de taxonomische indeling van de Myzozoa, een stam van microscopische parasitaire dieren. Het organisme komt uit het geslacht Pyxinioides en behoort tot de familie Uradiophoridae. Pyxinioides kurofuji werd in 1951 ontdekt door Hoshide.